# هوغو مونتغومري
هوغو مونتغومري (بالسويدية: Hugo Montgomery)‏ (ولد 1932  م) هو عالم لغوي كلاسيكي، وأستاذ جامعي من السويد، والنرويج.